# Rêu nước lá nhọn đầu
Rêu nước lá nhọn đầu (danh pháp khoa học: Sphagnum cuspidatum) là một loài rêu trong họ Sphagnaceae. Loài này được Ehrh. ex Hoffm. mô tả khoa học đầu tiên năm 1796.

## Hình ảnh

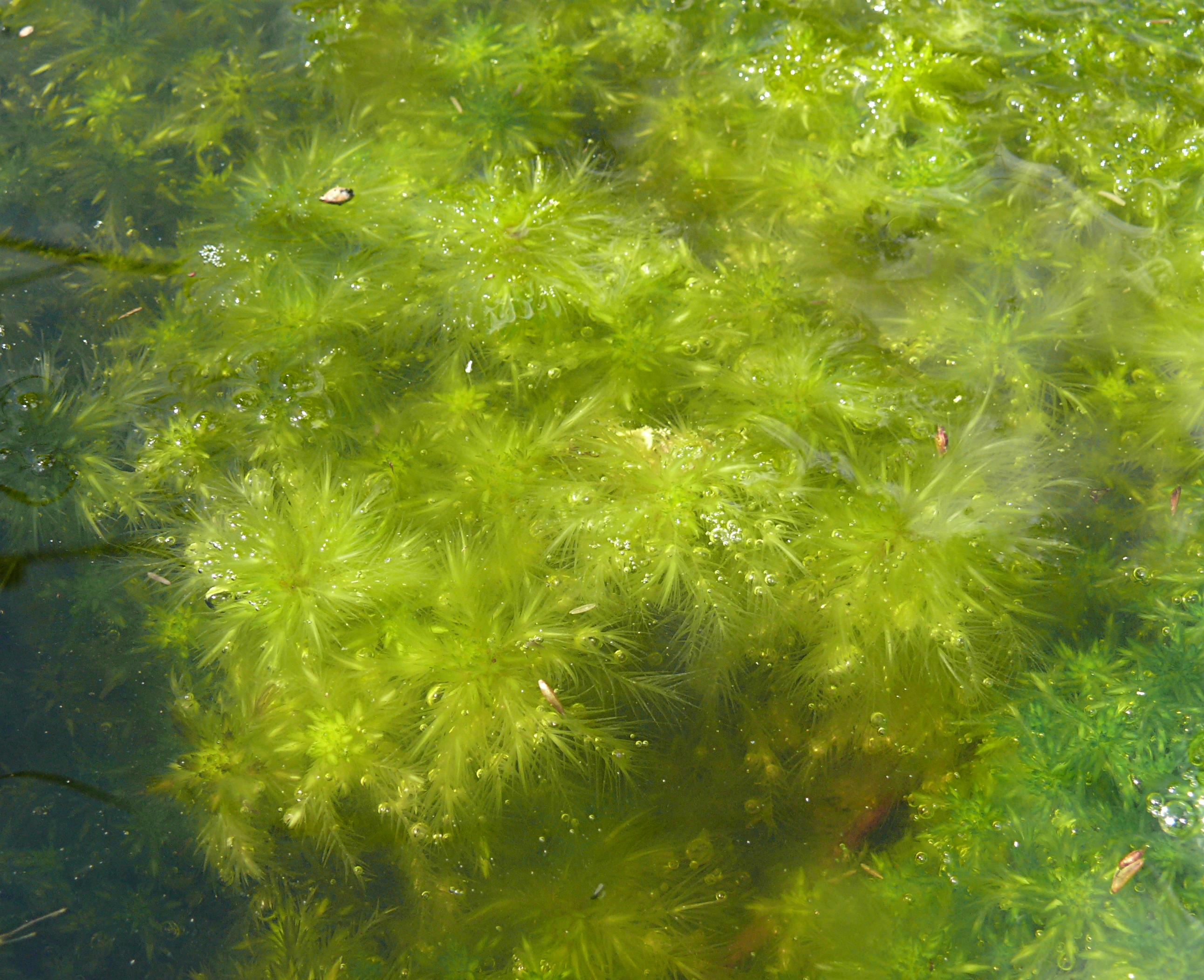
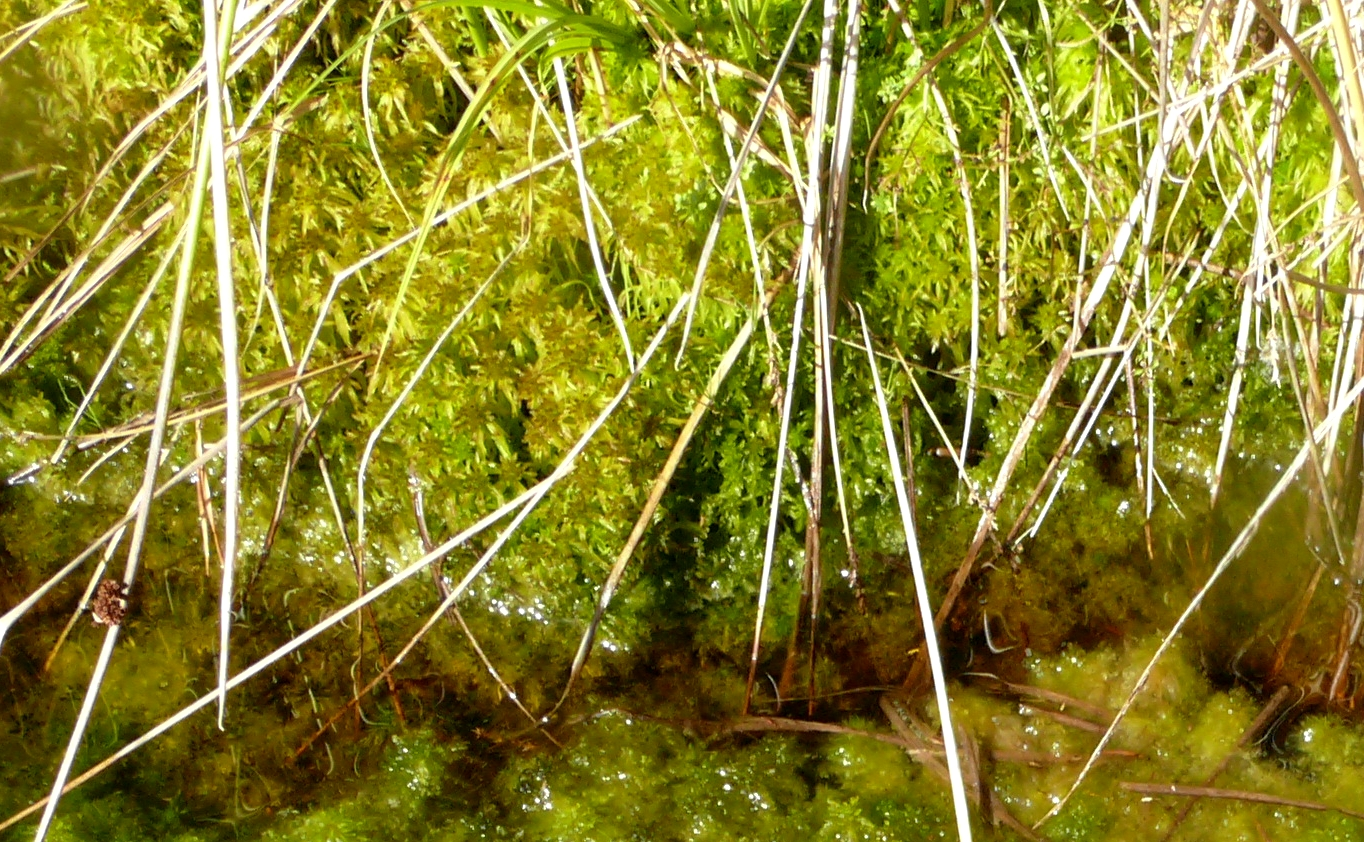
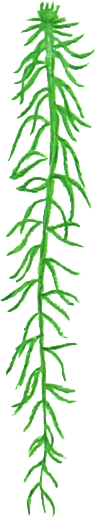
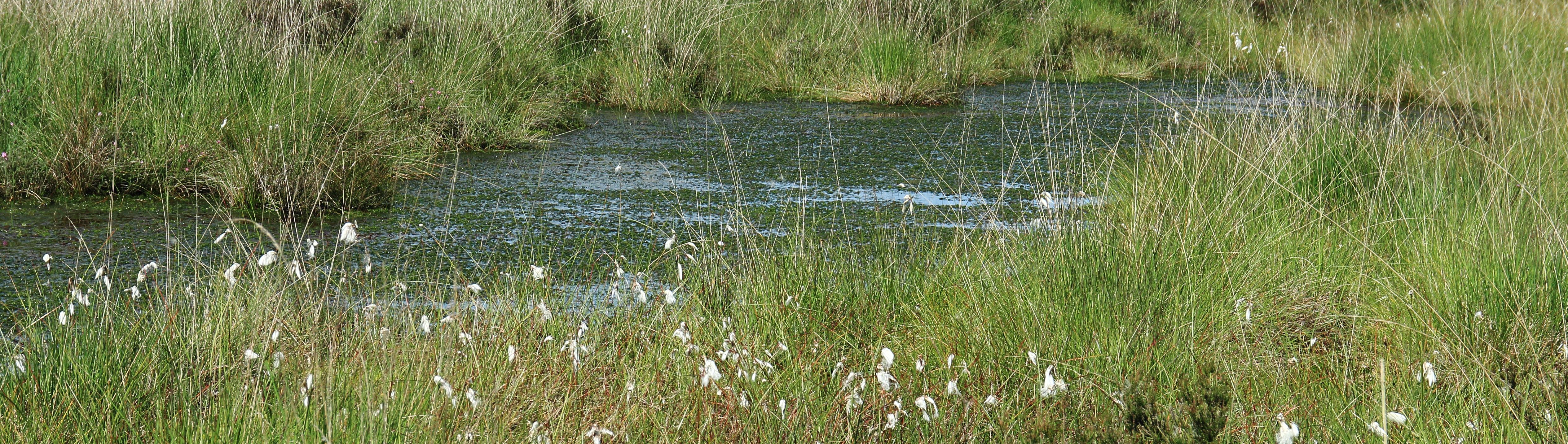